# لوگوداژ
لوگوداژ (به بلغاری: Logodazh) یک منطقهٔ مسکونی در بلغارستان است که در شهرستان بلاگووگراد واقع شده‌است. لوگوداژ ۳۱٬۱۵۵ کیلومتر مربع مساحت و ۳۰۳ نفر جمعیت دارد و ۶۲۸ متر بالاتر از سطح دریا واقع شده‌است.